# Брун, Рудольф
Рудольф Брун (нем. Rudolf Brun; ок. 1290—17 сентября 1360, Цюрих, Швейцария) — политический и государственный деятель Швейцарии, первый независимый и пожизненный бургомистр (мэр) города Цюриха.

## Биография

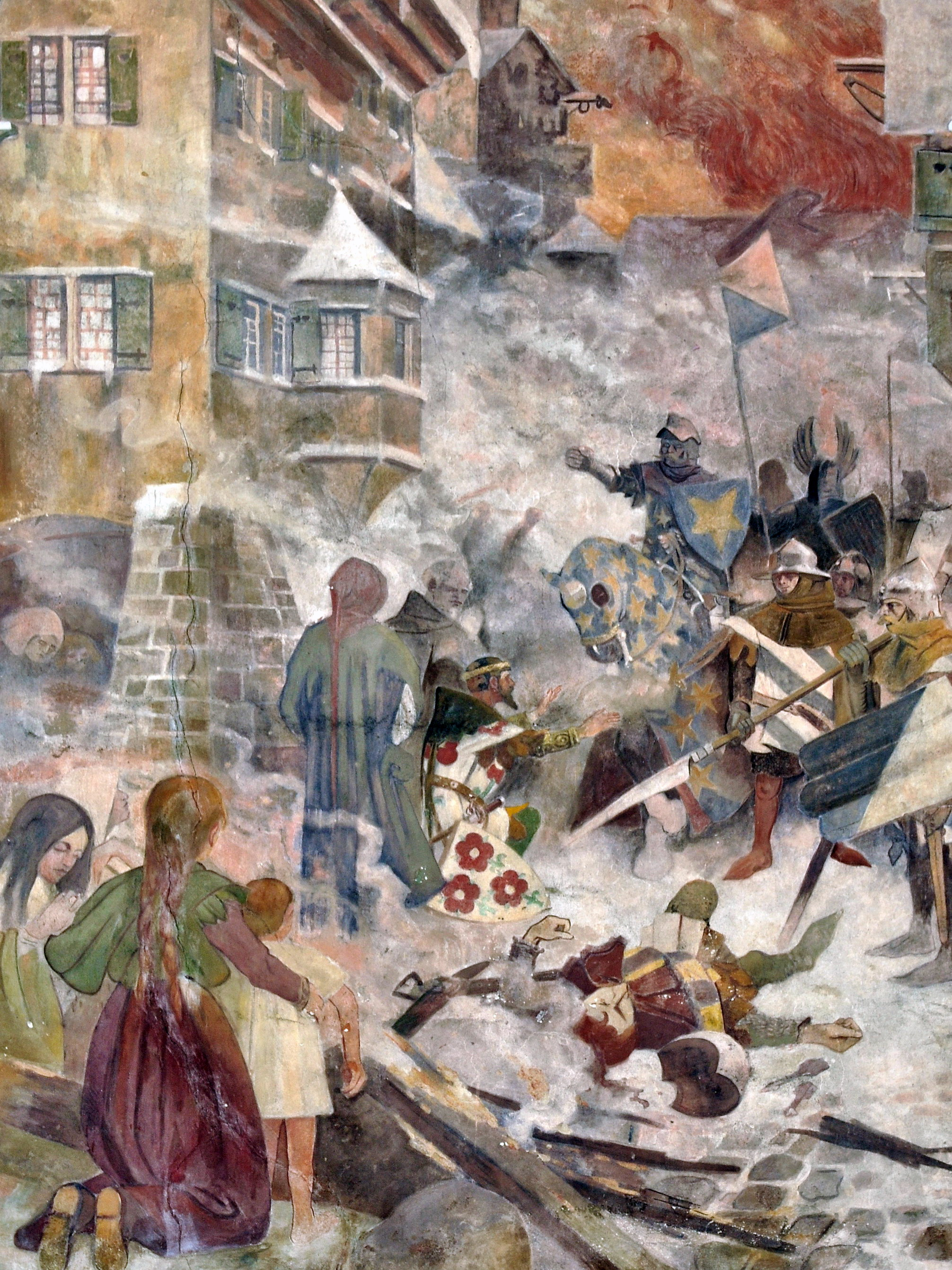
Р. Брун в бою у стен Рапперсвиля в 1350 г.

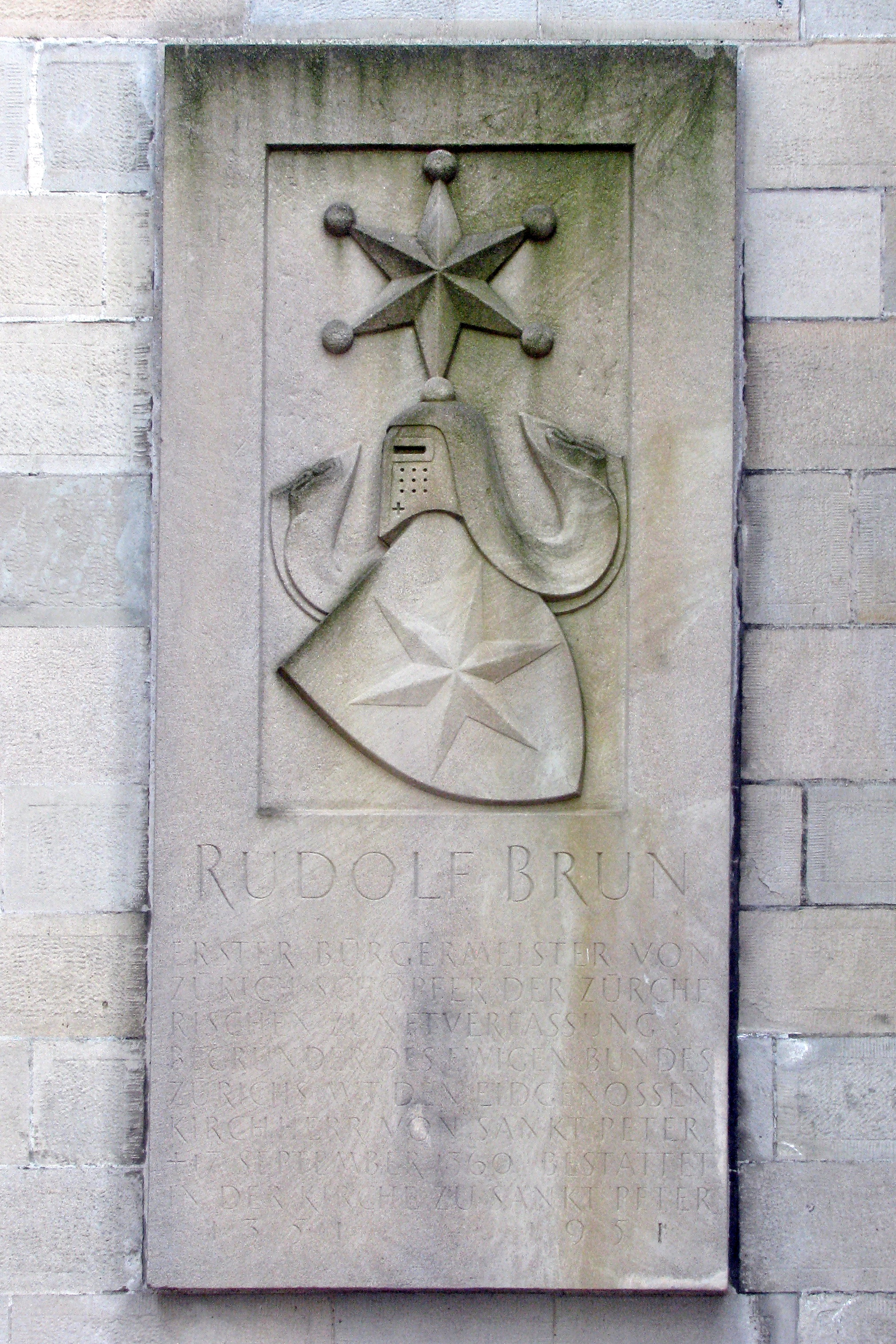
Мемориальная таблица Р. Бруна на стене церкви святого Петра в Цюрихе

Сын члена городского совета Цюриха. Входил в состав совета с 1332 до 1336 года.
В июне 1336 года с помощью мастеров города Рудольф Брун сверг действующее правительство Цюриха, отменил старую олигархическую конституцию. Он разработал и ввёл новую конституцию гильдий 16 июля, провёл реорганизацию правящего механизма города, создал должность бургомистра и занял её.
По новой конституции, ремесленников объединили в 13 различных гильдий. Знать и богатые торговцы (купцы) основывали Общество коллегиального органа из 13-ти гильдий и сформировали новый совет (парламент), имеющий равное количество мест, и состоящий из 26 членов, из которых 13 были из бывшего патрициата; из них, по крайней мере, семь должны были иметь рыцарство. Остальные 13 советников были цеховыми мастерами из 13 гильдий города.
Рудольф Брун провозгласил себя пожизненным бургомистром Цюриха и оставался им до своей смерти в 1360 году.
Попытки Бруна, справиться со сторонниками старого порядка, привели к возникновению в изгнании оппозиции под руководством графов Рапперсвилей, поддерживаемых Габсбургами (старшей ветвью и младшей ветвью Лауфенбург), в 1350 году пытавшейся совершить переворот в Цюрихе. Последующие военные действия против Рапперсвиля (1337, 1350), в конечном итоге, переросли в войну с Австрией (сентябрь 1350). В поисках поддержки против Габсбургов, Цюрих вступил в постоянный союз с предшественником Швейцарской Конфедерации — военным союзом кантонов Швиц, Ури и Унтервальден (1 мая 1351). В 1355 году война с Австрией завершилась.
Похоронен в церкви святого Петра (St. Peter Kirche), которая считается самой древней в Цюрихе.
Веденная им конституция гильдий, с некоторыми поправками, стала основой политической организацией Цюриха до 1798 года.